# Pseudonaja
Pseudonaja är ett släkte av ormar. Pseudonaja ingår i familjen giftsnokar.
Arterna är med en längd upp till 1,5 meter medelstora ormar. De förekommer i Australien och på Nya Guinea. Habitatet utgörs av gräsmarker, sanddyner, mindre trädgrupper och öppna skogar. Dessa ormar jagar groddjur, ödlor och små däggdjur. Honor lägger ägg. Det giftiga bettet kan även döda en människa.

Arter enligt Catalogue of Life:
- Pseudonaja affinis
- Pseudonaja elliotti
- Pseudonaja guttata
- Pseudonaja inframacula
- Pseudonaja ingrami
- Pseudonaja modesta
- Pseudonaja nuchalis
- Pseudonaja textilis

The Reptile Database listar ytterligare en art:
- Pseudonaja mengdeni